# Ewa Matuszweska
Ewa Matuszewska, alias Mewa, est une infirmière, résistante et combattante polonaise, sous-officière de l'Armia Krajowa. Née le 7 septembre 1919 à Varsovie, elle meurt au combat dans la même ville le 26 septembre 1944, au cours de l'Insurrection de Varsovie.

## Biographie
Ewa Matuszewska est la fille d'Ignacy Matuszewski (en), d'abord colonel de l'armée polonaise et chef du deuxième département de l'état-major général, puis diplomate représentant la Pologne en Hongrie, et enfin homme politique et ministre du Trésor des gouvernements de Kazimierz Świtalski, Kazimierz Bartel et de Walery Sławek. Ewa est élevée par sa mère, Stanisława Kuszelewska-Rayska (pl), écrivaine et traductrice,.
Ewa devient scoute et adjointe de l'équipe scoute féminine de Varsovie, sportive et pilote de planeur. En 1937, elle est diplômée du State Junior High School.
En 1938, Ewa Matuszewska commence des études à la Faculté de médecine de l'Université de Varsovie ; à partir de 1939, à la suite de l'invasion de la Pologne, elle poursuit ses études dans des classes secrètes. En septembre, pendant la défense de Varsovie, elle travaille avec sa mère au poste de secours de l'hôpital de l'Enfant Jésus. Ewa étudie parallèlement afin de devenir infirmière et passe une formation qui la spécialise dans le sauvetage de personnes grièvement blessées.
Pendant l'occupation allemande, Ewa Matuszewska entre dans la clandestinité et prend le pseudonyme de Mewa, ce qui veut dire « Mouette » en polonais. Elle appartient d'abord au service sanitaire des Szare Szeregi ; plus tard, elle sert comme infirmière et combattante dans le bataillon Zośka.
Ewa participe activement à la tentative d'élimination du Schutzstaffel Rottenführer Alfred Milke durant l'Alfred Milke (pl), menée le 5 octobre 1943. Milke n'est pas présent sur les lieux, mais le commando de résistants dont Ewa fait partie rencontrent le SS Obersturmführer Joseph Lechner et le tuent.
Au début de l'Insurrection de Varsovie, Ewa Matuszewska est nommée cheffe des installations sanitaires du régiment Baszta, et sergente adjointe de K. Grzybowski, dit « Misiewicz », médecin de la compagnie O-2 du bataillon Olza. Ewa participe activement aux soins aux blessés et aux combats au cours des deux mois suivants, et est elle-même blessée lors d'un de ces combats.
Le 26 septembre 1944, la Wehrmacht encercle et attaque massivement le bâtiment 117/119 situé sur l'Aleja Niepodległości où se trouvent les installations sanitaires du régiment Baszta. Ewa Matuszewska, plus haute gradée présente, dirige et coordonne la défense. Elle meurt au cours de cette bataille, avec tous les résistants polonais présents, en affrontant directement l'ennemi. Les patients de ce bâtiment, non-armés, sont massacrés par les vainqueurs,.
Le 2 octobre 1944, Ewa Matuszewska reçoit à titre posthume la Croix d'argent du mérite avec épées (pl) et la Croix de la vaillance, ainsi que la Croix d'argent de l'Ordre des Virtuti Militari, par ordre du commandant de l'Armée intérieure. C'est la Croix no 12930,. Le corps d'Ewa est retrouvé sur le champ de bataille et inhumé au cimetière militaire de Powązki, place A-24-9-1.
Ewa Matuszewska était aussi la fille adoptive du général Ludomił Rayski (en). Ewa était proche de ses parents et de son beau-père ; ils seront dévastés et fiers en apprenant sa mort au combat à l'âge de 25 ans.
Le 13 février 2020, le président de la République de Pologne, Andrzej Duda, a promu à titre posthume Ewa Matuszewska au grade de sous-lieutenant.

## Commémorations et hommages
Une plaque commémorative sur la maison familiale à Varsovie est dévoilée le 27 septembre 2014.
Une plaque commémorative sur la place Stanisław Broniewski Orsza dans la rue Puławska à Varsovie, a été dévoilée en octobre 2010.

## Sources et références
1. ↑  [„Największym umiłowaniem jego życia – wspominał po śmierci Matuszewskiego Bohdan Podoski – była jedyna córka Ewa. Ofiarował jej kiedyś to, co cenił najwięcej – krzyże Virtuti Militari, pradziadowski i własny. Młoda dziewczyna zginęła w Powstaniu Warszawskim. Padła na posterunku jako sanitariuszka, opatrując rannych żołnierzy Armii Krajowej. Zagarnięta przez Niemców, których się nie ulękła, do końca wypełniając obowiązek, została przez nich rozstrzelana za „zbrodnię” okazania pomocy „ludziom wyjętym spod prawa”. Ojcowski i pradziadowski Krzyż Virtuti Militari nie na
darmo zdobił jej pokoik dziewczęcy” Bohdan Podoski, Śp. Ignacy Matuszewski, „Ochotniczka”, Rzym, IX 1946, nr 9, s. 11−12. za: Andrzej Krzysztof Kunert, Pułkownik Matuszewski. Jedna rodzina – trzy Virtuti. w: Przegląd Bezpieczeństwa Wewnętrznego 7/12, Warszawa 2012, s.214 wersja zdigitalizowana
2. ↑  Modèle:Odn  (ISBN 83-88693-08-5).
3. 1 2 3 4 5  Modèle:Odn  (ISBN 83-06-01195-3).
4. ↑  Modèle:Odn  (ISBN 83-88693-08-5).
5. ↑  Modèle:Odn  (ISBN 83-88693-08-5).
6. 1 2 3  Modèle:Odn  (ISBN 83-88693-08-5).
7. ↑  Modèle:Odn  (ISBN 83-87224-00-6).
8. ↑  Modèle:Odn  (ISBN 978-83-8229-239-8).
9. ↑  r
10. ↑  Modèle:Odn  (ISBN 978-83-8229-239-8).
11. 1 2  Modèle:Odn  (ISBN 978-83-8229-239-8).